# Daniel Rubio Ruiz
Daniel Rubio Ruiz (Zorita, 7 de abril de 1956) es un historiador y político español.

## Biografía
Nacido en el municipio cacereño de Zorita en 1956, fue profesor de Geografía e Historia en el IES Bajo Cinca de Fraga (Huesca) y en la actualidad es profesor de Historia Económica e Historia Moderna en la UNED de Cervera. En las elecciones municipales de 2015 fue tercero en las listas de Ciudadanos para el Ayuntamiento de Lérida y resultó elegido concejal, ya que el partido logró entrar como tercera fuerza en el consistorio con cuatro concejales.